# コーストウェイズ
コーストウェイズは、かつて東京湾にて船舶を運航していた会社である。
日の出桟橋を拠点に東京湾内にて都市間を結ぶ高速船定期航路を運航していた。

## 沿革
1988年10月に、日新汽船の子会社「株式会社東京ブルーラインクルーズ」として設立。1989年の横浜博覧会開催に合わせ「ベイ・ブリッジ」「ベイ・フロンティア」2隻で東京港（日の出桟橋）～横浜港（桜木町博覧会桟橋）航路で就航、その後8月からは3番船「ベイ・ドリーム」を加え船橋（TOKYO-BAYららぽーと桟橋）への航路も運航した。就航当時は1階席と2階席の乗船料が異なっており2階の運賃を高額としていた。客室乗務員は当時ららぽーとにあったそごうからの派遣であった。また博覧会終了後には幕張メッセでの東京モーターショーに合わせ船橋～横浜間で運航。
1990年1月14日から船橋～横浜直行・東京寄港の2ルートで本格運航を開始。同年には日新汽船がシーコムに社名変更し、シーコムクルーズ株式会社として分社化される。6月には4隻目の社船「シーコム1」が完成し、稲取港を拠点に伊豆半島沿岸でのクルーズを開始した。
1993年、横浜・八景島シーパラダイス開業に伴い、株式会社横浜八景島と定期傭船契約を締結し、シーコム1とベイフロンティアの2隻が横浜～八景島間の定期航路「パラダイスライン」に就航、両船の定係港を八景島に移す。これにより定期航路はベイブリッヂ、ベイドリームによる従来の東京・船橋方面航路と、ベイフロンティア、シーコム1による横浜～八景島方面航路（パラダイスライン）の2つとなる。
1997年、親会社のシーコム株式会社が倒産したことにより、社名を「コーストウェイズ株式会社」に改称して独立する。
1998年、東京湾アクアラインの完成によって、東京・船橋方面航路で海ほたる洋上見学コースを設定。この年、横浜沖でベイドリームの火災事故が発生し、事故後船名をベイストリームに変更する。
1999年、ベイフロンティア売船。パラダイスラインには代船としてベイブリッヂが投入され、東京・船橋方面航路はベイストリームのみとなる。また7月からは横浜中華街、ららぽーとと提携して、同航路において船橋～横浜（大さん橋）間を「チャイナタウンエクスプレス」と称し、車で来た乗客には、ららぽーと駐車料金のサービス、横浜までの航海中は船内にて烏龍茶の無料サービスと、中華街に関連した景品が当たる抽選会が催された。また、当時横須賀に係留されていたメガフロートに、ベイストリームが着桟試験を実施した。
2000年、4月に船橋から横浜大さん橋・みなとみらいを経由し八景島まで結ぶ「海ほたるパラダイスライン」を開設したが、その後経営難により11月末で東京・船橋方面航路の事業を停止。ベイブリッヂ、ベイストリーム売船。運航船舶はパラダイスラインのシーコム1のみとなる。
2001年、傭船契約の終了によりパラダイスラインは無期限運休。シーコム1を売船し、会社は解散する。

## 運航路線

### 定期航路
- 日の出桟橋～みなとみらい21ぷかりさん橋～横浜大さん橋
- 船橋（TOKYO-BAYららぽーと桟橋）～みなとみらい21ぷかりさん橋～横浜大さん橋
- 横浜・八景島シーパラダイス～みなとみらい21ぷかりさん橋～横浜大さん橋（愛称：パラダイスライン）

### 不定期航路
- 横浜・八景島シーパラダイス～船橋（TOKYO-BAYららぽーと桟橋）
- 横浜・八景島シーパラダイス～日の出桟橋
- 海ほたる＆東京港周遊クルーズ - 日の出桟橋発着、東京湾アクアライン沖周遊

この他に、小田原みなとまつりのイベントの一環として小田原漁港発着で東京湾クルーズも行った。

## 所属船舶
- ベイフロンティア…カタマラン型高速船

1990年2月竣工。156総トン、全長29.1m、幅8.1m、出力2,400馬力、航海速力25ノット。
旅客定員230名、ヤマハ発動機建造。
ベイフロンティア級の第1船。船内は1階が航空機風のリクライニング席、2階がソファ＆テーブル席にオープンデッキと、船側にプロムナードがあった。
- ベイブリッジ…カタマラン型高速船

156総トン、全長29.1m、幅8.1m、出力2,400馬力、航海速力25ノット。
旅客定員230名、ヤマハ発動機建造。
ベイフロンティア級の第2船。外見、船内とも当初はベイフロンティアと同一であったが、後に1階前部の客席がサロン風に改造された。
- ベイドリーム（ベイストリーム）…カタマラン型高速船、G/T163t

156総トン、全長29.1m、幅8.1m、航海速力27ノット。
ベイフロンティア級の第3船。3隻の中でパーティ等の貸切運航を主に行うのが本船であった。そのため船首部に簡易ギャレーがあり、船内は全席ソファ席で2階客室は後部に延長されている。これによって総トン数も他の2隻より増えた代わりにオープンデッキが無くなり、船側のプロムナードのみとなってしまった。また1-2階への動線は他の2隻は船内の中央部に大きな階段があるのに対し、本船は後部に螺旋階段が設けられていた。2001年3月にエピアンクルーズに売却され「スピード」の船名で神戸港 - ユニバーサル・スタジオ・ジャパン間で運航されたが同年5月に運行停止。
- シーコムI

1990年7月竣工、12月就航。285総トン、全長39.6m、幅15.6m、出力2,800kw、航海速力27ノット。
旅客定員302名、NQEAオーストラリア（NQEA Australia）建造。
当時日本で唯一のウェーブピアサータイプの双胴船で、推進方式はウォータージェットであった。建造当初の船内は全てリクライニング席であったが、日本回航後に大改装が行われ、すべてサロン風になった。パラダイスライン就航後は、船体に八景島シーパラダイスのロゴが入っていた。なお、ケアンズでは同型船がクイックシルバー社で運航されており、本船も同社に売船された。